# I'm your man (Wham!)
I'm your man is een nummer van de Britse groep Wham!. Het is geschreven als tussendoortje. Er was al enige tijd geen nieuw materiaal verschenen van Wham!. Achteraf bleek dat de heren zich opmaakten voor een scheiding. Dat is in tegenstelling tot het thema van het plaatje, verleiding. Een volgende single verscheen nog wel onder de groepsnaam, maar Andrew Ridgeley werd toen alleen nog bij de credits genoemd. De bijbehorende videoclip werd opgenomen in de Marquee Club. Het ziet eruit als een deel van een live-optreden, maar dat was het niet (As-live). Deze techniek gebruikte de band ook tijdens hun videoclip behorende bij Wake Me Up Before You Go-Go. Op 11 november 1985 werd het nummer op single uitgebracht.
I'm your man was het slot nummer van het afscheidsconcert van Wham! op zaterdag 28 juni 1986 in Wembley Stadium in Londen. .

## Achtergrond
I'm your man haalde in veel landen de hitparade. In thuisland het Verenigd Koninkrijk werd de nummer 1-positie behaald in de UK Singles Chart. In Ierland, IJsland, Denemarken, Nieuw-Zeeland en Italië werd eveneens de nummer 1-positie behaald. In Duitsland de 7e, Oostenrijk de 14e, Zwitserland de 7e, Australië de 3e, Zuid-Afrika en de VS de 13e, Zweden de 15e, Frankrijk de 34 en Canada de 7e.
In Nederland was de plaat op vrijdag 15 november 1985 Veronica Alarmschijf op Hilversum 3 en werd mede hierdoor een hit in de destijds drie landelijke hitlijsten oo de nationale publieke popzender. De plaat bereikte de 4e positie in de Nederlandse Top 40, de 3e positie in de Nationale Hitparade en de 17e positie in de allerlaatste, op donderdag 21 november 1985 uitgezonden TROS Top 50. In de Europese hitlijst op Hilversum 3, de TROS Europarade, werd de 2e positie behaald.
In België bereikte de plaat de 3e positie in de voorloper van de Vlaamse Ultratop 50 en de 4e positie in de Vlaamse Radio 2 Top 30. In Wallonië werd géén notering behaald.
In de sinds december 1999 jaarlijks uitgezonden NPO Radio 2 Top 2000 van de Nederlandse publieke radiozender NPO Radio 2, stond de plaat uitsluitend in 2000 genoteerd op een 1889e positie.

## Hitnoteringen

### Nederlandse Top 40
Veronica Alarmschijf Hilversum 3 15-11-1985.
| Positie: | 28 | 13 | 6 | 4 | 4 | 4 | 6 | 10 | 13 | 26 | 35 | uit |

### Nationale Hitparade
| Positie: | 5 | 4 | 3 | 5 | 5 | 5 | 6 | 11 | 21 | 36 | 42 | uit |

### TROS Top 50
Hitnotering: #17 (1 week) in de allerlaatste, op donderdag 21-11-1985 uitgezonden lijst.

### TROS Europarade
Hitnotering: 28-11-1985 t/m 15-03-1986. Hoogste noteting: #2 (4 weken).

### Vlaamse Radio 2 Top 30
| Positie: | 11 | 8 | 4 | 5 | 5 | 3 | 3 | 4 | 4 | 6 | 29 | 29 | uit |

### Vlaamse Ultratop 50
| Positie: | 31 | 9 | 7 | 5 | 5 | 5 | 3 | 3 | 4 | 6 | 9 | 25 | 36 | uit |

### NPO Radio 2 Top 2000
I'm Your Man stond alleen in 2000 in de NPO Radio 2 Top 2000, op plek 1889.

## Covers
Van het lied is een drietal covers noemenswaardig:
- Lisa Moorish zong het nummer met in het achtergrondkoor George Michael van een single, die alleen scoorde in 1995 in het Verenigd Koninkrijk en Nederland; ze haalde in Nederland twee weken achtereen de 49e plaats in de Mega Top 50; In Engeland had ze drie weken met een 24e plaats
- Shane Richie bracht in 2003 op single uit in het kader van Children in Need. Hij haalde de tweede plaats in 14 weken notering in Engeland
- Westlife zong het in 2008 tijdens hun "Back Home Tour".